# Christus im Hause von Maria und Martha
Christus im Hause von Maria und Martha ist ein Gemälde von Diego Velázquez und zählt zu seinem Frühwerk. Es entstand im Jahre 1618, kurz nachdem er seine Lehre bei Francisco Pacheco del Río beendet hatte. Das Gemälde zählt zu den sogenannten Bodegón, eine in Spanien populäre Form von Gemälden vor allem im 17. Jahrhundert, bei denen Alltagsszenen (in Küche oder Weinschänke) mit Szenen aus der Bibel verbunden wurden.
Die im Hintergrund dargestellte Szene bezieht sich auf eine Erzählung im Lukasevangelium (Lukas 10,38–42) und handelt von den beiden Schwestern Maria und Martha aus Bethanien, die beide Anhängerinnen von Jesus waren.
Ähnlich wie die wesentlich später entstandenen Gemälde Las Meninas oder die Spinnerinnen gibt auch Christus im Hause von Maria und Martha ikonographische Rätsel auf. Die alte Frau weist mit dem Finger auf eine junge Frau, die leicht schmollend zum Betrachter blickt. Bei der Szene im Hintergrund mit Christus, Martha und Maria bleibt offen, ob der Betrachter durch eine Wandöffnung auf diese Szene blickt, ob es sich hier um ein Gemälde handelt oder ob hier ein Spiegel den Blick des Betrachters auf die Szene gewährt.

## Geschichte
Das Bild stammt aus dem Besitz von Lieutenant Colonel Henry Packe, der an den Napoleonischen Kriegen in Spanien teilgenommen hatte. Nach seinem Tod wurde das Bild 1881 zu Christie’s in die Versteigerung gegeben und von Sir William Henry Gregory erworben, der es der National Gallery 1892 als Schenkung überließ.
Da das Bild sich in einer schlechten Verfassung befand, Risse, Farbverluste und Abrieb aufwies, wurde es 1964 umfassend restauriert und auf eine neue Leinwand aufgezogen. Bei der Restaurierung wurden Spuren einer Bilddatierung freigelegt, die nach López-Rey eine Datierung von 1618 bestätigen.